# Condado de King (Texas)
O Condado de King é um dos 254 condados do estado americano do Texas. A sede do condado é Guthrie, e sua maior cidade é Guthrie.
O condado possui uma área de 2 366 km² (dos quais 3 km² estão cobertos por água), uma população de 356 habitantes, e uma densidade populacional de 0,15 hab/km² (segundo o censo nacional de 2000).
O condado foi fundado em 1876.
É o segundo menor condado em termos populacionais do Texas e o terceiro menos populoso do país, atrás somente dos condados de Loving e Kalawao. As principais fontes de renda do condado são a criação de gado bovino e a extração de petróleo.